# Chrysina ratcliffei
Chrysina ratcliffei är en skalbaggsart som beskrevs av Moron 1990. Chrysina ratcliffei ingår i släktet Chrysina och familjen Rutelidae. Inga underarter finns listade i Catalogue of Life.